# Туркменский язык
Туркме́нский язы́к (самоназвание — türkmen dili, türkmençe / түркмен дили, түркменче / تورکمن دیلی، تورکمنچه) — язык туркмен, относящийся к огузской группе тюркских языков. Территориально сосредоточен в Туркменистане, где является официальным языком, а также в Иране, Афганистане, Турции, Таджикистане, Узбекистане и России. Общее число говорящих — около 7 100 000 человек.
Алфавит современного туркменского языка составлен на основе расширенной латиницы.

## История
В VI—VII веках нашей эры первые тюркоязычные племена появились в юго-западной Азии. Уже к VIII—IX векам огузские племена поселились в районе между Уральскими горами и Аральским морем. Примерно к этому отрезку времени относится первое появление названия огузов. К XIV—XV векам огузские племена в Туркменистане объединились до такой степени, что их уже можно было считать одним народом, и хотя они разделяли общие традиции, между различными племенами существовали сильные разногласия (клановое сознание сохраняется в Туркмении и по сей день).
Формирование туркменского языка происходило среди западноогузских племён, а именно той их части, которая вошла в состав сельджукского союза племен. Хронологически, образование туркменского языка относится к периоду VIII—XI веков, но генетически его происхождение связано с более ранним периодом, а именно, с языком огузов времён Тюркского Каганата VI—VII веков, зафиксированным в орхонских надписях. Кроме того, туркменский язык вобрал в себя элементы древних языков сако-массагетских племен, кыпчакских языков, древнехорезмийского языка и огузо-сельджукских диалектов; на его становление значительное влияние оказал литературный язык Караханидского государства X—XI вв. Почти все население Хорезма к середине XIII в. говорило на туркменском языке. 
Туркменский язык является одним из прямых наследников языка тюрки, который также называется чагатайским или старотуркменским языком. Часть тюркоязычных литературных памятников, созданных на территории Мамлюкского Султаната в XIV веке, написана на старотуркменском языке, в частности, труд «Хуласа» неизвестного автора, посвященный военному делу. Большая часть тюркского населения Сирии и Египта времен Сельджукидов и Айюбидов говорила на огузо-туркменском языке.
Старый туркменский письменный язык начал оформляться благодаря скрещиванию древнего западно-огузского языка с среднеазиатско-тюркскими литературными языками Караханидской (XI-XII вв.) и Сырдарьино-Хорезмийской (XIII-XIV вв.) эпох. Согласно А. П. Поцелуевскому, средневековое тюркское произведение Кысса-и Йусуф поэта XII—XIII вв. Кула Гали написана на старотуркменском языке. Также, ранние проявления обособленного туркменского письменного языка отмечены в таких произведениях как «Мухаббат-наме» тюркского поэта Хафиза Хорезми (XIV век) и «Муин-аль-Мюрид» Шариф-Ходжа. В религиозно-нравственном труде «Ровнак-уль-Ислам» автора XV века Вефаи, в отдельных туркменоязычных текстах таких работ как «Боз-оглан» (XV век) и «Родословная туркмен» (XVII век) также присутствуют специфические черты, характерные для туркменского языка.
К XVIII—XIX векам относится период расцвета классики туркменской поэзии. Туркменский язык этой эпохи известен по стихотворениям Азади, Сеиди, Махтумкули, Камья́ба, Молланепеса, Кемине и других. Образцов дореволюционного народного туркменского языка в более или менее точной записи не сохранилось; косвенно судить об этом языке можно только на основании фольклора.
В начале XX века начал формироваться литературный туркменский язык. Хотя во многих источниках указывается, что основой для литературного языка послужил то текинский, то йомудский диалекты, больше всего фактов указывает на то, что современный литературный язык сочетает в себе свойства как йомудского, так и текинского диалектов.
В 1913 году И. А. Беляев опубликовал первый «Русско-туркменский словарь», а в 1915 году «Грамматику туркменского языка». Важный вклад в изучение туркменского языка в советские годы внесли А. Н. Самойлович, А. П. Поцелуевский и другие исследователи.
После 1940 года и перехода официальной документации, высшего образования и науки на русский язык, многие носители стали отказываться от использования туркменского языка. В период с 1940 по 1991 год туркменский язык заимствовал огромное количество лексики из русского языка (которая, в свою очередь, нарушает принцип сингармонизма).
После обретения независимости Туркменистана, туркменский язык стал государственным языком страны; официальная документация и вся остальная языковая деятельность государства осуществляются, в основном, на туркменском языке. В 2016 году впервые за годы независимости Туркмении были выпущены «Толковый словарь туркменского языка» (около 50 тысяч слов) и «Орфографический словарь туркменского языка» (около 110 тысяч слов).

## Генеалогическая и ареальная характеристика

### Генеалогия
- Тюркская языковая семья
  - Огузская ветвь[2]
    - Туркменский язык

### Социолингвистическая информация
Общее число говорящих на туркменском языке — около 7 млн человек, бо́льшая часть которых проживает в Туркмении, где он закреплён конституцией как государственный язык.
| Регион     | Области | Численность |
| ---------- | --- | ----------- |
| Туркмения  | Повсеместно | 3 820 000   |
| Афганистан | Бадгис, Балх, Фарьяб, Герат, Хоуцзян, Кондос, северная граница с Узбекистаном, Таджикистаном.                          | 1 500 000   |
| Иран       | Голестан, Хорасан-Резави, Северный Хорасан (пограничные районы с Туркменией), Мазандаран (Гомбеде-Кавус и Пехлеви-Деж) | 1 030 000   |
| Ирак       | - | 400 000     |
| Сирия      | - | 150 000     |
| Россия     | Ставропольский край и Астраханская область (селения Атал, Фунтово-1,2)                                                 | 30 767      |
| Турция     | Провинция Токат | ?           |

### Диалекты
Туркменский язык состоит из множества различных диалектов. В основном, они могут быть разделены на две группы. К первой можно отнести все наиболее значимые диалекты, именуемых центральными, а именно: йомудский (западные районы и бо́льшая часть Ташаузского округа (современный Дашогузский велаят)), текинский (центральная часть от Казил-Аврата до Байрам-Али), гокленский (Махтумкулийский этрап), салырский (Ёлётенский и Тагтабазарский этрапы) и эрсаринский (восточные районы). Во вторую группу вошёл целый ряд периферийных диалектов, территориально расположенных вдоль границ с Ираном и Узбекистаном, а именно — диалекты нохурли, анаули, хасарли, нерезим, а также хорезмский диалект туркменского языка.
В отношении фонетического состава диалекты первой группы почти совершенно однородны. Что же касается губного сингармонизма, в то время как в йомудском и эрсаринском диалектах он достаточно слабо выражен, в остальных диалектах (особенно в гокленском и текинском) губной сингармонизм распространяется на всю основу слова, а временами захватывает и словоизменительные аффиксы.
Диалекты второй группы стоят особняком от диалектов первой, ввиду многочисленных отличий в области фонетики. Так, например, в большинстве этих диалектов конечное [k] переходит в [θ] и [ð]. Наблюдается несвойственная туркменскому языку палатализация согласных, а также часто нарушается закон сингармонизма.
Диалект ставропольских туркмен называется трухменским языком.

### Двуязычие
C 1940-x годов во многих сферах жизни общества в Туркменской ССР русский язык использовался как официальный язык высшего образования и науки. Многие туркмены, проживавшие в городах Туркменской ССР и учившиеся в русскоязычных школах, усваивали русский с раннего детства как второй родной язык, что способствовало развитию двуязычия. Это привело к большому количеству прямых заимствований из русского языка. Давление русского языка было настолько велико, что к 1991 году в Туркмении часть городских этнических туркмен не владела туркменским языком.

## Письменность

### Арабская письменность
В 1922 и 1924 годах были произведены реформы, добавившие диакритические знаки над и перед гласными буквами для различения большего количества гласных звуков.
Арабский алфавит для записи туркменского языка используется туркменами в Иране, Ираке и Афганистане.

### Латиница-яналиф
В 1920-х годах в рамках общесоюзного проекта латинизации начался переход на новый тюркский алфавит (также известный как яналиф).
В 1925 году республиканская газета Tyrkmenistan (تورکمەنستان‎) начала переходить на латинскую графику. Первоначально в новом написании предстало название газеты, а затем появился специальный раздел Täze Elipbiyi Bölimi, в котором были представлены алфавитные диаграммы.
7 августа 1929 года постановлением ЦИК и СНК СССР «О новом латинизированном алфавите народов арабской письменности Союза ССР» переходу на латиницу был придан официальный статус. Яналиф использовался в школах, газетах, государственных документах и литературе с 1928 по 1940 год.

### Кириллическая письменность
В конце 1930-х годов начался проект кириллизации.
В 1939 году Президиум Верховного Совета Туркменской ССР поручил НИИ языка и литературы составить проект кириллического алфавита.
Впервые проект кириллического алфавита был опубликован в апреле 1940 года, а уже в мае СНК Туркменской ССР принял постановление о переходе на новый алфавит всех государственных и общественных учреждений.
Кириллический алфавит использовался в Туркмении до 1993 года. Сегодня используется старшим поколением туркмен.

### Современная латиница
В 1992 году после распада СССР было создано несколько проектов латинизации туркменского языка, один из которых был опубликован в газете Түркменистан[когда?].
В январе 1993 года в Академии наук Туркмении прошло заседание по вопросу нового алфавита. В феврале в прессе был опубликован новый вариант алфавита. 12 апреля Парламент Туркмении утвердил президентский указ о новом алфавите. Особенностью этого алфавита стало использование знаков фунта (£), иены (¥) и доллара ($) в качестве букв.
Вскоре был введён обновленный вариант, который используется по настоящее время. С 2000 года этот алфавит стал единственным допустимым во всех официальных сферах в Туркменистане.

## Лингвистическая характеристика

### Фонетика и фонология

#### Состав гласных
Система вокализма туркменского языка состоит из 18 гласных фонем:
|         | Передний     | Передний     | Передний   | Передний   | Средний      | Средний      | Задний       | Задний       | Задний     | Задний     |
| ------- | ------------ | ------------ | ---------- | ---------- | ------------ | ------------ | ------------ | ------------ | ---------- | ---------- |
|         | Неогубленные | Неогубленные | Огубленные | Огубленные | Неогубленные | Неогубленные | Неогубленные | Неогубленные | Огубленные | Огубленные |
|         | Краткие      | Долгие       | Краткие    | Долгие     | Краткие      | Долгие       | Краткие      | Долгие       | Краткие    | Долгие     |
| Верхний | i            | i:           | y          | y:         | ɨ            | ɨ:           |              |              | u          | u:         |
| Средний | e            | e:           | ø          | ø:         |              |              |              |              | o          | o:         |
| Нижний  | æ            | æ:           |            |            |              |              | ɑ            | ɑ:           |            |            |

##### Смыслоразличение по количественному признаку
В туркменском присутствуют долгие и краткие гласные; долгота является смыслоразличительным признаком:
| Краткий | Перевод  | Долгий | Перевод     |
| ------- | -------- | ------ | ----------- |
| at      | «Лошадь» | a: t   | «Имя»       |
| bil     | «Знай»   | bi: l  | «Талия»     |
| ot      | «Трава»  | o: t   | «Огонь»     |
| pil     | «Слон»   | pi: l  | «Лопата»    |
| daş     | «Далеко» | da:ş   | «Камень»    |
| ýaz     | «Пиши»   | ýa: z  | «Весна»     |
| tut     | «Лови»   | tu: t  | «Шелковица» |
| öl      | «Умри»   | ö:l    | «Влажный»   |

##### Сингармонизм гласных
Для туркменского языка характерен сингармонизм гласных по признаку переднего/непереднего ряда. Если первая гласная фонема в словоформе переднего (e, i, ä, ü) ряда, то и все остальные гласные в данной словоформе должны быть переднего ряда. Если первая гласная в словоформе непереднего ряда, то остальные гласные в этой словоформе тоже должны быть непереднего ряда. Для каждой группы слов (передний или задний ряд гласных) существует свой собственный набор словоизменительных аффиксов, не противоречащий закону сингармонизма. Исключение из этого правила — заимствования.

#### Состав согласных
Система консонантизма насчитывает 26 согласных:
|             | Билабиальные | Лабио-дентальные | Дентальные | Альвеолярные | Ретрофлексные | Альвео-палатальные | Палатальные | Велярные | Лабио-велярные | Глотальные |
| ----------- | ------------ | ---------------- | ---------- | ------------ | ------------- | ------------------ | ----------- | -------- | -------------- | ---------- |
| Взрывные    | p b          |                  |            | t d          |               |                    |             | k g      |                |            |
| Фрикативные |              | f v              | θ ð        | s z          | ʂ ʐ           |                    |             |          |                | h          |
| Аффрикаты   |              |                  |            | d͡ʐ           |               | t̠ʃ                 |             |          |                |            |
| Носовые     | m            |                  |            | n            |               |                    |             | ŋ        |                |            |
| Латеральные |              |                  |            | l            |               |                    |             |          |                |            |
| Дрожащие    |              |                  |            | r            |               |                    |             |          |                |            |
| Глайды      | w            |                  |            |              |               |                    | j           |          |                |            |

#### Другие фонетические особенности
Фонетически туркменский язык отличается от других языков (кроме башкирского) тюркской семьи рядом несущественных особенностей. S и Z (в любой позиции) — как межзубных θ и ð; губная ассимиляция гласных после «широких» гласных 1-го слога (при начертании dogan («брат») произносят doga°n) и т. д. В текинском диалекте характерны случаи «внутренней флексии»: dūr «он стоит» — вместо durar, gēr «он приходит» — вместо geler и т. д. Кроме причастия несовершенного вида (alýān «берущий», berýän «дающий»), имеется также и причастие совершенного вида (alan «взявший», beren «давший»).

### Морфология

#### Локус маркирования

##### В посессивной именной группе
В туркменском языке в посессивной именной группе наблюдается двойное маркирование:
Adam-yň jaý-y
Человек-GEN дом-POSS.3SG
«Дом человека».
Также возможно зависимостное маркирование с добавлением аффикса -ky, но оно встречается гораздо реже:
Jaý adam-yň-ky
дом человек-GEN-ABS.POSS
«Дом человека».

##### В предикации
В предикации используется зависимостное маркирование:
Erkek aýal-a hat-y ýaz-dy-Ø
Мужчина-NOM женщина-DAT письмо-ACC писать-PST-3SG
«Мужчина написал письмо женщине».

#### Тип выражения грамматических значений
В туркменском языке преобладают синтетические формы выражения грамматических значений:
Men ukla-mag-y gowy gör-ýär-in
Я-NOM спать-INF-ACC хорошо смотреть-PRS-1SG
«Я люблю спать».

#### Тип ролевой кодировки
Тип ролевой кодировки — аккузативный:
1) Erkek ukla-dy-Ø
Мужчина-NOM спать-PST-3SG
«Мужчина спал»;
2) Erkek ylga-ýar-Ø
Мужчина-NOM бежать-PRS-3SG
«Мужчина бежит»;
3) Erkek it-i ur-dy-Ø
Мужчина-NOM собака-ACC бить-PST-3SG
«Мужчина ударил собаку».

### Синтаксис
Базовый порядок основных членов в предложении — SOV (подлежащее—дополнение—сказуемое):
Aýal geýim-i al-dy-Ø
Женщина-NOM одежда-ACC брать-PST-3SG
«Женщина взяла одежду».

#### Характер границы между морфемами
По морфологическому типу туркменский язык является агглютинативным. В литературном языке морфемы не подвергаются фузии:
Men pişik-ler-i gör-ýär-in
Я-NOM видеть-PRS-1SG кошка-PL-ACC
«Я вижу кошек».
В просторечии может наблюдаться фузия:
Men gör-ýän pişik-ler-i
Я-NOM видеть-PRS.1SG кошка-PL-ACC
«Я вижу кошек».

### Лексика
Большую и наиболее употребительную часть лексики современного туркменского языка составляют собственно туркменские (общетюркские) слова.
Наряду с ними, имеются заимствования из иранских, арабского и русского языков. Заимствования иранского происхождения отражают различные стороны быта, культурно-хозяйственной жизни, обозначают отвлечённые понятия и т. д. Проникновение арабских слов связано в основном с распространением ислама — большинство арабизмов вошло через религиозную литературу. Арабские заимствования охватывают религиозную, научную и общественно-политическую терминологию.
В период после Октябрьской революции русские слова стали активно заимствоваться через письменные источники. Русские заимствования присутствуют во всех сферах лексики и составляют значительный пласт в общественно-политической, административной, хозяйственной, технической, культурно-просветительной, спортивной терминологии. Помимо непосредственного заимствования русских слов, происходит процесс освоения их морфологической и семантической структуры.